# Юго-Западная Мексика
Юго-Западная Мексика — один из восьми районов Мексики, состоящий из штатов Герреро, Чьяпас и Оахака, граничит на востоке с Республикой Гватемала, с юга омывается Тихим океаном, граничит с штатами: Мехико, Морелос, Табаско, Веракрус и Мичоаканом. Регион хоть и обладает сравнительно небольшим населением по сравнению с другими, является одним из самых культурно разнообразных. Площадь составляет 231 262 км², является третьим по площади, уступая Северо-Востоку и Северо-Западу. Суммарный ВВП региона равен $114,979 млрд (2021).

## Население
Население по данным на 2023 год составляет 13 651 805 человек, а плотность 59,18 чел./км², что делает его шестым регионом по населению. ВВП на душу населения составил $8700, самый густонаселённый город — Акапулько.

## Штаты
Ниже приведён список штатов, входящих в Юго-Западную Мексику:
| Название | Герб | Столица                   | Площадь (км²) | Население (2020) |
| -------- | ---- | ------------------------- | ------------- | ---------------- |
| Чьяпас   |      | Тустла-Гутьеррес          | 73 211        | 5 543 828        |
| Герреро  |      | Чильпансинго-де-лос-Браво | 64 281        | 3 540 685        |
| Оахака   |      | Оахака                    | 93 952        | 4 132 148        |

## Крупные города
Ниже представлен список крупнейших регионов Юго-Западной Мексики:
| Город                     | Фото | Население (2020) |
| ------------------------- | ---- | ---------------- |
| Акапулько-де-Хуарес       |      | 658 609          |
| Тустла-Гутьеррес          |      | 578 830          |
| Оахака-де-Хуарес          |      | 258 913          |
| Чильпансинго-де-лос-Браво |      | 225 728          |
| Тапачула                  |      | 217 550          |

## Туристические достопримечательности
Ниже представлены популярные достопримечательности:
| Название            | Фото |
| ------------------- | ---- |
| Паленке             |      |
| Каньон Сумидеро     |      |
| Пещеры Какауамильпа |      |
| Монте-Альбан        |      |
| Исапа               |      |

## Культура
В регионе находится большое количество археологических памятников народа майя, например Паленке, Тонина, Бонампак и другие. Благодаря влиянию коренного населения регион известен своими традициями, праздниками и кухней.